# تشهار طاق (بختاجرد)
تشهار طاق (بالفارسية: چهارطاق) هي قرية تقع في إيران في البلدة المركزية. يقدر عدد سكانها بـ 52 نسمة بحسب إحصاء 2016.